# Arthur Gilson

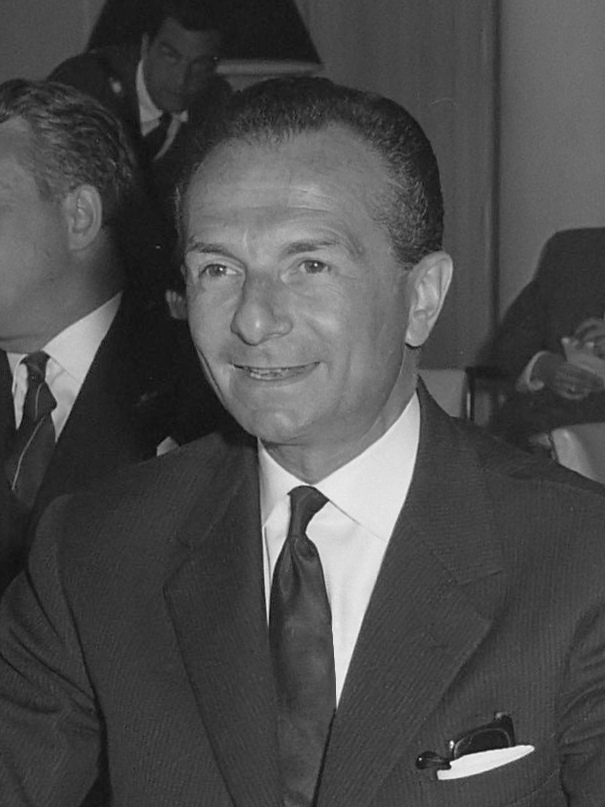
Arthur Gilson

Arthur Alène Robert Ghislain Gilson (* 27. Februar 1915 in Antwerpen; † 2. Februar 2004) war ein belgischer Politiker.

## Biografie
Gilson studierte Rechtswissenschaften und war nach der Promotion zum Doktor der Rechtswissenschaften als Rechtsanwalt tätig.
1946 begann er seine politische Laufbahn sowohl in der Kommunalpolitik mit der Wahl zum Mitglied des Gemeinderates von Ixelles/Elsene, dem er bis 1958 angehörte, als auch in der nationalen Politik mit der Wahl zum Mitglied der Abgeordnetenkammer. In dieser vertrat er bis 1968 als Mitglied der Parti Social Chrétien (PSC) die Interessen im Wahlkreis Arrondissement Brussel. Zwischen 1958 und 1964 war er außerdem Mitglied des Gemeinderates von Etterbeek.
Premierminister Gaston Eyskens ernannte ihn im Juni 1958 zum Verteidigungsminister in dessen bis April 1961 im Amt befindlichen Regierung. Am 9. Juli 1960 ordnete er gegen den Rat des Außenministers Pierre Wigny nach einer Meuterei der kongolesischen Armee und zum „Schutz“ der belgischen Staatsbürger eine militärische Intervention im Kongo an, die sich schnell zu einer regelrechten Invasion entwickelte und gilt als einer der Hauptverantwortlichen der daraufhin ausbrechenden Kongo-Krise.
Anschließend war er bis Juli 1965 Innenminister sowie Minister für den öffentlichen Dienst im Kabinett von Premierminister Théo Lefèvre. Als solcher war er für die Festsetzung der Sprachregionen sowie des Sprachkompromisses für die Hauptstadtregion Brüssel verantwortlich.
Für seine Verdienste um die belgische Politik wurde ihm am 26. Mai 1992 der Ehrentitel Staatsminister verliehen.